# 阿江孝一
阿江 孝一（あえ こういち、1976年4月15日 - ）は、広島県出身の元プロサッカー選手、サッカー指導者。現在、サンフレッチェ広島ジュニアユースGKコーチ。

## 来歴

### 選手として
中央大学時代は1997年ユニバーシアード大会でユニバ代表の正GKを務めるなど、大学ナンバーワンGKとの呼び声が高かったが、1999年に入団したガンバ大阪ではGKの層が厚かった為に出場機会が訪れず、期限付き移籍を繰り返す。2003年にモンテディオ山形に完全移籍するが、2005年シーズン終了後に戦力外通告を受けて現役を引退。

### 指導者として
現役引退後の2006年からは地元のサンフレッチェ広島で育成部GKコーチに就任、ジュニア・ユース年代の指導にあたっている。また並行して日本サッカー協会のナショナルコーチングスタッフとして、ユース年代の指導も行っている。2017年はトップチームのGKコーチを務めた。

## 所属クラブ
ユース経歴
- 1989年 - 1991年 広島市立牛田中学校
- 1992年 - 1994年 広島県立安芸府中高等学校
- 1995年 - 1998年 中央大学

プロ経歴
- 1999年 - 2002年 ガンバ大阪
  - 2000年4月 - 2000年9月 アビスパ福岡（期限付き移籍）[1]
  - 2001年6月 - 2001年12月 鹿島アントラーズ（期限付き移籍）[1]
- 2003年 - 2005年 モンテディオ山形

## 個人成績
| 国内大会個人成績 | 国内大会個人成績 | 国内大会個人成績 | 国内大会個人成績 | 国内大会個人成績 | 国内大会個人成績 | 国内大会個人成績 | 国内大会個人成績 | 国内大会個人成績 | 国内大会個人成績 | 国内大会個人成績 | 国内大会個人成績 |
| 年度             | クラブ           | 背番号           | リーグ           | リーグ戦         | リーグ戦         | リーグ杯         | リーグ杯         | オープン杯       | オープン杯       | 期間通算         | 期間通算         |
| 年度             | クラブ           | 背番号           | リーグ           | 出場             | 得点             | 出場             | 得点             | 出場             | 得点             | 出場             | 得点             |
| 日本             | 日本             | 日本             | 日本             | リーグ戦         | リーグ戦         | リーグ杯         | リーグ杯         | 天皇杯           | 天皇杯           | 期間通算         | 期間通算         |
| ---------------- | ---------------- | ---------------- | ---------------- | ---------------- | ---------------- | ---------------- | ---------------- | ---------------- | ---------------- | ---------------- | ---------------- |
| 1999             | G大阪            | 30               | J1               | 0                | 0                | 0                | 0                | 0                | 0                | 0                | 0                |
| 2000             | G大阪            | 30               | J1               | 0                | 0                | -                | -                | -                | -                | 0                | 0                |
| 2000             | 福岡             | 16               | J1               | 0                | 0                | 0                | 0                | -                | -                | 0                | 0                |
| 2000             | G大阪            | 30               | J1               | 0                | 0                | -                | -                | 0                | 0                | 0                | 0                |
| 2001             | G大阪            | 30               | J1               | 0                | 0                | 0                | 0                | -                | -                | 0                | 0                |
| 2001             | 鹿島             | 32               | J1               | 0                | 0                | 0                | 0                | 0                | 0                | 0                | 0                |
| 2002             | G大阪            | 31               | J1               | 0                | 0                | 0                | 0                | 0                | 0                | 0                | 0                |
| 2003             | 山形             | 21               | J2               | 0                | 0                | -                | -                | 0                | 0                | 0                | 0                |
| 2004             | 山形             | 21               | J2               | 4                | 0                | -                | -                | 0                | 0                | 4                | 0                |
| 2005             | 山形             | 21               | J2               | 0                | 0                | -                | -                | 0                | 0                | 0                | 0                |
| 通算             | 日本             | 日本             | J1               | 0                | 0                | 0                | 0                | 0                | 0                | 0                | 0                |
| 通算             | 日本             | 日本             | J2               | 4                | 0                | -                | -                | 0                | 0                | 0                | 0                |
| 総通算           | 総通算           | 総通算           | 総通算           | 4                | 0                | 0                | 0                | 0                | 0                | 0                | 0                |

## 代表歴
- ユニバーシアード日本代表
  - 1997年 - ユニバーシアード・シチリア大会

## 指導歴
- 2006年 - サンフレッチェ広島
  - 2006年 - 2013年 ジュニアユース GKコーチ
    - 2007年2月 U-22日本選抜 GKコーチ (カタール国際ユーストーナメント)
    - 2010年1月 U-17日本代表 GKコーチ (コパ・チーバス2010)

  - 2014年 - 2016年 ユース GKコーチ
  - 2017年 トップチーム アシスタントGKコーチ
  - 2018年 ユース GKコーチ
  - 2019年 アカデミー GKコーチ
  - 2020年 - 2024年 ジュニアユース GKコーチ
  - 2025年 - アカデミー巡回GKコーチ